# Arame

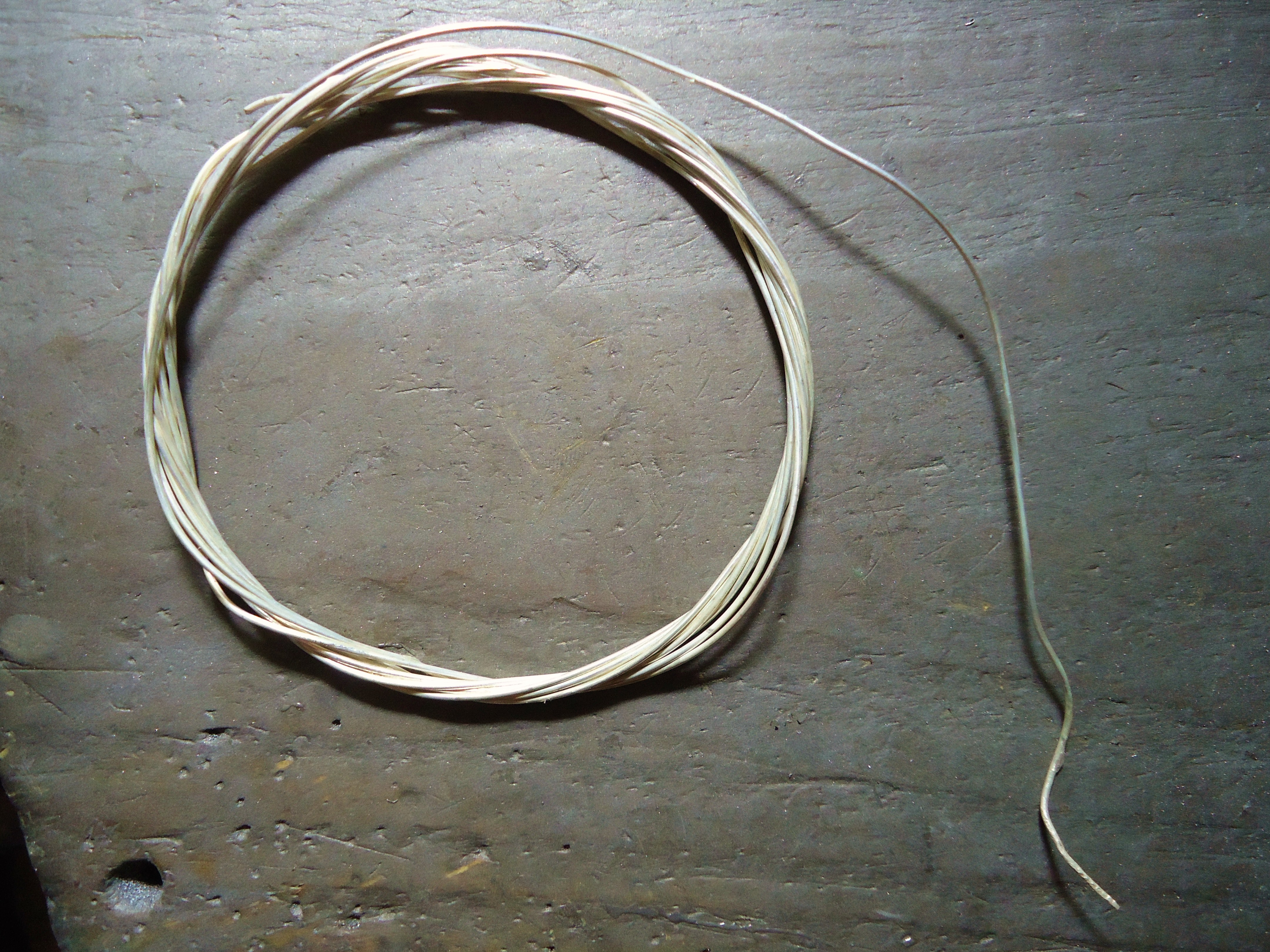
Arame enrolado

Um arame (do termo latino aeramen) ou alambre é um fio de latão, ferro ou cobre, puxado à fieira, usado normalmente para fazer cercas. É, também, utilizado como peça fundamental no berimbau.